# 아들의 방
《아들의 방》(La Stanza Del Figlio, The Son's Room)은 프랑스에서 제작된 난니 모레티 감독의 2001년 가족, 드라마 영화이다. 난니 모레티 등이 주연으로 출연하였고 안젤로 바바갈로 등이 제작에 참여하였다.
이 영화는 2001년 칸 영화제에서 상영되었으며 긍정적인 평가를 받았다. 주목할 만한 시선, David di Donatello for Best Film 등 수많은 상을 받았다.

## 줄거리
안코나에서 치료사로 일하는 조반니의 17세 아들 안드레아가 학교에서 희귀한 암모나이트 화석을 훔친 혐의로 기소된다. 안드레아는 정학당하고 자신의 결백을 주장한다. 그러나 그는 나중에 어머니 파올라에게 친구와 함께 장난으로 훔쳤으며 부서지기 전에 돌려주려 했다고 고백한다.
조반니와 안드레아는 함께 조깅을 가기로 약속하지만, 조반니는 암 진단 가능성으로 심한 고통을 겪는 환자의 먼 집으로 불려간다. 대신 안드레아는 친구와 함께 스쿠버 다이빙을 가서 수중 동굴로 헤엄쳐 들어가다가 우연히 익사한다. 조반니, 파올라, 그리고 그들의 딸 이레네는 슬픔에 잠긴다.
조반니는 다이빙 장비 모델을 조사하고 안드레아의 장비에 결함이 있었다고 의심한다. 그러나 파올라는 장비가 제대로 작동했다고 판명되었다는 점을 상기시킨다. 한때 환자들의 고통을 멀리서 관찰하던 조반니는 특히 안드레아가 죽던 날 찾아갔던 환자를 분석하는 데 어려움을 겪기 시작하고, 그 환자에게는 조급함과 적대감을 보인다.
어느 날 파올라는 안드레아가 캠프에서 만났던 아리안나라는 소녀가 안드레아에게 보낸 연애편지를 받는다. 가족은 아리안나를 모르고 안드레아에게 여자친구가 있었다는 사실도 전혀 몰랐다. 그들은 아리안나가 안드레아가 죽었다는 사실을 모른다는 것을 깨닫고 그녀에게 연락을 시도하며, 결국 그녀를 집으로 초대한다.
조반니는 안드레아의 친구를 위한 것이라고 말하지만 사실은 안드레아를 위해 앨범을 사기 위해 음반점에 들른다. 점원이 그에게 브라이언 이노 앨범을 준다. 아리안나는 목적지로 가는 길에 도착하여 안드레아의 침실을 본다. 그녀는 조반니에게 안드레아가 자신의 방에서 찍어 보낸 사진들을 보여주는데, 그 중 일부는 매우 재미있다. 가족은 아리안나를 환영하고 집에서 지낼 것을 제안하지만, 그녀는 친구 스테파노와 함께 프랑스로 휴가를 가기 위해 히치하이킹 중이라고 말한다.
가족은 아리안나와 스테파노를 잠시 태워주지만, 그들은 밤새 운전하여 이탈리아와 프랑스 국경에 있는 망통에 도착한다. 아리안나와 스테파노에게 작별 인사를 한 가족은 그들의 버스가 이탈리아를 떠나는 것을 지켜보고, 새로운 삶이 그들을 기다리는 해변을 거닌다.

## 출연

### 주연
- 난니 모레티
- 로라 모란테
- 자스민 트린카
- 주세페 산펠리체
- 실비오 올랜도

### 조연
- 스테파노 아코르시
- 토니 버토렐리
- 클로디아 델라 세타

## 기타
- 미술: 지안카를로 바실리
- 의상: 마리아 리타 바베라

## 한국어 더빙 성우진(MBC)
- 권혁수 - 조반니 (난니 모레티)
- 엄현정 - 파올라 (로라 모란테)
- 김서영 - 이레네 (자스민 트린카)
- 고성일 - 안드레아 (쥬세페 산펠리스)
- 이도련
- 김수희
- 이종혁
- 김영선
- 김호성
- 윤성혜
- 김용준
- 한수림
- 최한
- 방성준
- 이원찬